# Uciekający kojot
Uciekający kojot (tytuł oryg. Coyote Run, ameryk. tytuł tv Sworn Enemies) – kanadyjski film fabularny z roku 1996, wyreżyserowany przez Shimona Dotana. W roli głównej wystąpił Michael Paré.

## Opis fabuły
Główny bohater, strażnik więzienny Pershing Quinn (Michael Paré), jest weteranem wojny w Wietnamie. Mężczyzna, dręczony wspomnieniami z lat służby wojskowej, zmaga się z nałogiem alkoholowym. Pewnego dnia w poszukiwanym przestępcy Cliftonie Santierze (Peter Greene) rozpoznaje dawnego towarzysza broni. Gangster próbuje podporządkować sobie środowisko przestępcze w Kansas. By wyzbyć się demonów przeszłości, Quinn postanawia schwytać Santiera.

## Obsada
- Michael Paré – Pershing Quinn
- Peter Greene – Clifton Santier/Bosco
- Macha Grenon – Seira
- Michel Perron – Arnold
- Ian MacDonald – Lester Kling
- Robert Morelli – Boot